# 스테판 디옹

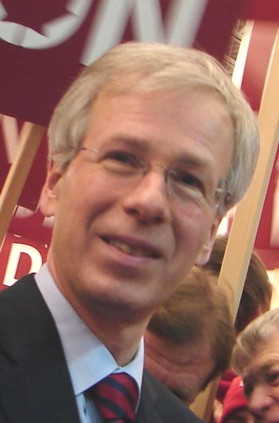
스테판 디옹

스테판 디옹(프랑스어: Stéphane Maurice Dion, 1955년 8월 22일~)은 캐나다의 정치인이다. 2006년~2008년 당시 제1야당인 자유당 당수로 재직했다.
퀘벡주 퀘벡에서 태어났다. 라발 대학교에서 정치학을 전공했다. 몬트리올 대학교에서 교수로 재직하며 정치학 및 행정학 관련 저서로 이름을 알렸고, 라디오 프로그램을 진행하기도 했으며, 퀘벡 주 출신의 장 크레티앵 총리와 관계를 맺었다. 1996년 자유당 소속으로 몬트리올에서 연방 하원 의원 선거에 출마, 당선되었다. 하원의원으로 재직함과 동시에 장 크레티앵 정권의 정무 장관으로 임명되어 2003년 12월 크레티앵 정권이 끝날 때까지 재직했다. 이후 연방 하원 의원 선거에도 계속 당선되었으며, 폴 마틴 총리 취임 이후 2004년 7월부터 마틴 정권이 끝난 2006년 2월까지는 환경부 장관을 맡았다.
2006년 1월 자유당은 총선에서 패했으나, 그는 자신의 의석을 지켰다. 폴 마틴이 총선 패배의 책임으로 당수직도 내놓은 후 2006년 12월 자유당 당수로 선출되어 야당을 이끌게 되었다. 2008년 10월 총선에서는 세계 금융 위기 속에서 보수당 소속의 스티븐 하퍼 총리의 정책을 공격했으나 자유당은 오히려 이전보다 더 적은 의석을 얻었으며, 득표율은 19세기 이후 가장 낮아 그의 리더십은 큰 타격을 입었다. 이에 총선 실패의 책임을 지고 총재직 사임 의사를 밝혔으나, 12월 초 다른 2개의 야당과 합쳐 과반 의석을 확보한 것을 빌미로 새로운 연립 정부를 구성, 스티븐 하퍼 총리의 퇴진을 시도하고 총리직을 노렸다. 그러나 스티븐 하퍼 총리는 미카엘 장 총독에게 의회의 개원정지 명령을 얻어내어 자신의 총리직을 지켰다. 정권 재창출에 실패한 스테판 디옹은 12월 10일 정식으로 자유당 당수직을 사임하였다.

## 같이 보기
- 라발 대학교

## 역대 선거 결과
| 선거명      | 직책명                     | 대수 | 정당          | 득표율 | 득표수   | 결과 | 당락                   |
| ----------- | -------------------------- | ---- | ------------- | ------ | -------- | ---- | ---------------------- |
| 1996년 선거 | 하원의원 (생로렌트 선거구) | 35대 | 캐나다 자유당 | 79.27% | 21,336표 | 1위  | 생로렌트 하원의원 당선 |
| 1997년 선거 | 하원의원 (생로렌트 선거구) | 36대 | 캐나다 자유당 | 70.14% | 34,598표 | 1위  | 생로렌트 하원의원 당선 |
| 2000년 선거 | 하원의원 (생로렌트 선거구) | 37대 | 캐나다 자유당 | 73.58% | 32,861표 | 1위  | 생로렌트 하원의원 당선 |
| 2004년 선거 | 하원의원 (생로렌트 선거구) | 38대 | 캐나다 자유당 | 66.82% | 28,107표 | 1위  | 생로렌트 하원의원 당선 |
| 2006년 선거 | 하원의원 (생로렌트 선거구) | 39대 | 캐나다 자유당 | 59.85% | 25,412표 | 1위  | 생로렌트 하원의원 당선 |
| 2008년 선거 | 하원의원 (생로렌트 선거구) | 40대 | 캐나다 자유당 | 61.72% | 25,095표 | 1위  | 생로렌트 하원의원 당선 |
| 2011년 선거 | 하원의원 (생로렌트 선거구) | 41대 | 캐나다 자유당 | 43.43% | 17,726표 | 1위  | 생로렌트 하원의원 당선 |
| 2015년 선거 | 하원의원 (생로렌트 선거구) | 42대 | 캐나다 자유당 | 61.57% | 24,832표 | 1위  | 생로렌트 하원의원 당선 |